# Trešnjevka (općina)
Općina Trešnjevka – upravna i teritorijalna jedinica koja je obuhvaćala dio grada Zagreba, odnosno četverokut omeđen sa zapada općinom Črnomerec, sa sjevera željezničkom prugom, s istoka Savskom cestom i s juga rijekom Savom, te naselja Jarun i Prečko.

Osnovana je 1962. godine, nakon donošenja Zakona o područjima općina i kotara u NR Hrvatskoj. Tada je grad Zagreb podijeljen na 9 općina, među kojima je bila i Trešnjevka u gore spomenutim granicama.

U organizacionom smislu, općina Trešnjevka se razvijala sukladno promjenama u društveno-političkom sustavu tadašnje SRH i SFRJ. Nakon osnivanja (1962.) općinom upravlja Narodni odbor, a od 1963, uvođenjem sustava samoupravljanja, Narodni odbor se transformira u Skupštinu kao najviši oblik upravljanja pod nazivom Skupština općine Trešnjevka.

Kao dio grada Zagreba, općina Trešnjevka je bila pod nadležnosti Skupštine grada Zagreba.

1967. godine Zakonom o spajanju općina u gradu Zagrebu ukinute su općine i formirana jedinstvena općina Grad Zagreb, koja je, zbog svog značaja glavnog grada, imala ovlasti Kotara.

Donošenjem Ustava iz 1974. godine, ponovno se na području Grada Zagreba osnivaju općine, pa tako opet i općina Trešnjevka. Tada se ustrojava i Skupština općine Trešnjevka koju sačinjavaju Vijeće udruženog rada, Vijeće mjesnih zajednica i Društveno-političko vijeće. Za provedbu zaključaka Skupštine i nadzor nad radom općinskih organa osniva se Izvršno vijeće Skupštine općine. 

Nakon ovih promjena, sve do 1990. nije se mijenjao status općine Trešnjevka, kada je ukinuta na temelju Zakona o spajanju općina s područja Gradske zajednice općina Zagreb i prestanku Gradske zajednice općina Zagreb 1990. te je ušla u sastav jedinstvene općine Grad Zagreb.

U trenutku ukidanja, na području općine Trešnjevka djelovale su najveće radne organizacije kao što su Nikola Tesla, Rade Končar, Zagrebački električni tramvaj, Industrogradnja, Viadukt, Pastor, Vesna, Sport Heruc, Šimecki, Tvornica dječje obuće, Kemikalija, Termoelektrana-Toplana i mnoge druge. Općina je imala oko 130.000 stanovnika.